# Origins Awards
Gli Origins Awards (Premi Origins) sono premi assegnati dalla statunitense Academy of Adventure Gaming Arts and Design durante l'Origins Game Fair ai migliori lavori nell'industria del gioco. Sono considerati Origin Award anche gli H. G. Wells Award (assegnati dal 1978 al 1987) e i Charles S. Roberts Award fino al 1989 (assegnati per l'anno 1987).
Sono considerati per il premio i giochi pubblicati nell'anno precedente, quindi, ad esempio, il premio del 1979 fu assegnato nella cerimonia tenuta durante Origins 1980.

## Storia
L'Origins Award ha avuto origine dal Charles S. Roberts Award assegnato a partire dalla prima edizione dell'Origin Game Expo nel 1975 nelle categorie Best Professional Game ("Miglior gioco professionale"), Best Amateur Game ("Miglior gioco amatoriale"), Best Professional Magazine ("Migliore rivista Professionale") e Best Amateur Magazine ("Miglior rivista amatoriale") e dal H.G. Wells Award assegnato a partire dal 1978 (per l'anno 1977) con categorie dedicate alle miniature e al gioco di ruolo. Poiché i due premi erano consegnati congiuntamente nella stessa cerimonia ci si è riferiti collettivamente a essi come Origin Award.
A partire dal 1988 la gestione dei due premi diviene separata: il Charles S. Roberts Award è gestito da Rodger B. MacGowan su incarico di Charles S. Roberts (che desidera che il suo nome sia usato in maniera indipendente da entità commerciali e libero da conflitti di interessi), mentre l'Origins Award è formalmente costituito sotto la gestione dell'Academy of Adventure Gaming Arts & Design, un comitato della Game Manufacturers Association
Dall'epoca della prima cerimonia, le categorie sono state allargate per includere tra gli altri Board games (Traditional, Historical and Abstract) ("Giochi da tavolo (tradizionali, storici e astratti)"), Card games (Traditional and Trading) ("Giochi di carte (tradizionali e collezionabili"), Miniature wargaming (Historical, Science Fiction and Fantasy) (Wargame tridimensionale (storico, fantascientifico e fantasy)"), Roleplaying games ("giochi di ruolo")", Play by mail games ("giochi postali")". Esistono categorie aggiuntive per il graphic design, dedicate adr espansioni ed accessori per giochi e per opere di narrativa correlata al gioco. Durante le edizioni degli anni ottanta novanta furono assegnati premi anche per categorie dedicate a videogiochi.

## Edizioni

### Charles S. Roberts Awards
| Anno | Categoria                                           | Vincitore                                    | Editore                 |
| ---- | --------------------------------------------------- | -------------------------------------------- | ----------------------- |
| 1974 | Best Professional Game                              | Third Reich                                  | Avalon Hill             |
| 1974 | Best Amateur Game                                   | Manassas                                     | Historical Simulations  |
| 1974 | Best Professional Magazine                          | Strategy & Tactics                           | SPI                     |
| 1974 | Best Amateur Magazine                               | Albion                                       |                         |
| 1975 | Best Professional Game                              | Kingmaker                                    | Philmar/AH              |
| 1975 | Best Amateur Game                                   | La Bataille de la Moscowa                    | Martial                 |
| 1975 | Best Professional Magazine                          | Strategy & Tactics                           | SPI                     |
| 1975 | Best Amateur Magazine                               | Jagdpanther                                  |                         |
| 1976 | Best Strategic Game                                 | The Russian Campaign                         | Avalon Hill             |
| 1976 | Best Tactical Game                                  | Terrible Swift Sword                         | SPI                     |
| 1976 | Best Graphics                                       | Avalanche: The Salerno Landings              | GDW                     |
| 1976 | Best Professional Magazine                          | Strategy & Tactics                           | SPI                     |
| 1976 | Best Amateur Magazine                               | Jagdpanther/Battlefield                      |                         |
| 1977 | Best Strategic Game                                 | Victory in the Pacific                       | Avalon Hill             |
| 1977 | Best Tactical Game                                  | Squad Leader                                 | Avalon Hill             |
| 1977 | Best Fantasy Board Game                             | War of the Ring                              | SPI                     |
| 1977 | Best Professional Magazine                          | Strategy & Tactics                           | SPI                     |
| 1977 | Best Amateur Magazine                               | The Space Gamer                              | Metagaming              |
| 1978 | Best Pre-20th Century Game                          | Source of the Nile                           | Discovery               |
| 1978 | Best 20th Century Game                              | To the Green Fields Beyond                   | SPI                     |
| 1978 | Best Fantasy or Science Fiction Wargame             | Mayday                                       | GDW                     |
| 1978 | Best Wargame Graphics                               | Cross of Iron                                | Avalon Hill             |
| 1978 | Best Amateur Game                                   | Source of the Nile                           | Discovery               |
| 1978 | Best Professional Magazine                          | Fire & Movement                              | Baron Publishing        |
| 1978 | Best Amateur Magazine                               | Perfidious Albion                            |                         |
| 1979 | Best Pre-20th Century Game                          | Napoleon at Leipzig                          | OSG                     |
| 1979 | Best 20th Century Game                              | City Fight                                   | SPI                     |
| 1979 | Best Fantasy or Science Fiction Game                | The Creature That Ate Sheboygan              | SPI                     |
| 1979 | Best Initial Release                                | The Ironclads                                | Yaquinto                |
| 1979 | Best Professional Magazine                          | Fire & Movement                              | Baron Publishing        |
| 1979 | Best Amateur Magazine                               | Perfidious Albion                            |                         |
| 1980 | Best Pre-20th Century Boardgame                     | Empires of the Middle Ages                   | SPI                     |
| 1980 | Best 20th Century Boardgame                         | Crescendo of Doom                            | Avalon Hill             |
| 1980 | Best Fantasy or Science Fiction Boardgame           | Azhanti High Lightning                       | GDW                     |
| 1980 | Best Computer Game                                  | Temple of Apshai                             | Automated Simulations   |
| 1980 | Best Initial Release of a Boardgame                 | Streets of Stalingrad                        | Phoenix                 |
| 1980 | Best Professional Magazine Covering Boardgames      | Fire & Movement                              | Baron Publishing        |
| 1980 | Best Amateur Magazine Covering the Hobby in General | HMS Review                                   |                         |
| 1980 | Gamers choice                                       | Ace of Aces                                  | Nova Games              |
| 1981 | Best Pre-20th Century Boardgame                     | A House Divided                              | GDW                     |
| 1981 | Best 20th Century Boardgame                         | Wings                                        |                         |
| 1981 | Best Science Fiction Boardgame                      | Car Wars                                     | Steve Jackson Games     |
| 1981 | Best Fantasy Boardgame                              | Barbarian Prince                             | Heritage Models         |
| 1981 | Best Initial Release of a Boardgame                 | Ironbottom Sound                             |                         |
| 1981 | Best Professional Boardgaming Magazine              | Fire & Movement                              | Baron Publishing        |
| 1981 | Best Adventure Game for Home Computer               | Eastern Front                                |                         |
| 1981 | Best Amateur Adventure Gaming Magazine              | Journal of WWII Wargaming                    |                         |
| 1982 | Best Pre-20th Century Boardgame                     | Civilization                                 | Avalon Hill             |
| 1982 | Best 20th Century Boardgame                         | Storm Over Arnhem                            | Avalon Hill             |
| 1982 | Best Science Fiction Boardgame                      | Illuminati                                   | Steve Jackson Games     |
| 1982 | Best Fantasy Boardgame                              | Sherlock Holmes consulente investigativo     | Sleuth Publications     |
| 1982 | Best Professional Boardgaming Magazine              | Fire & Movement                              | Steve Jackson Games     |
| 1982 | Best Adventure Game for Home Computer               | Wizardry II: The Knight of Diamonds          | Sir-Tech                |
| 1982 | Best Amateur Adventure Gaming Magazine              | Journal of 20th Century Wargaming            |                         |
| 1983 | Best Pre-20th Century Boardgame                     | The Civil War                                | Victory Games           |
| 1983 | Best 20th Century Boardgame                         | Ambush!                                      | Victory Games           |
| 1983 | Best Science Fiction Boardgame                      | Nuclear Escalation                           | Flying Buffalo          |
| 1983 | Best Fantasy Boardgame                              | Lost Worlds                                  | Nova                    |
| 1983 | Best Professional Boardgaming Magazine              | Fire & Movement                              |                         |
| 1983 | Best Adventure Game for Home Computer               | Knights of the Desert                        | SSI                     |
| 1983 | Best Amateur Adventure Gaming Magazine              | Journal of 20th Century Wargaming            |                         |
| 1984 | Best Science Fiction Boardgame                      | Web & Starship                               | West End Games          |
| 1984 | Best Fantasy Boardgame                              | The Lonely Mountain                          | Iron Crown Enterprises  |
| 1984 | Best Play-by-Mail Game                              | Starweb                                      | Flying Buffalo          |
| 1984 | Best Professional Roleplaying Magazine              | Dragon                                       | TSR                     |
| 1984 | Best Graphic Presentation                           | Vietnam                                      | Victory Games           |
| 1984 | Best Pre-20th Century Boardgame                     | South Mountain                               | West End Games          |
| 1984 | Best 20th Century Boardgame                         | Vietnam                                      | Victory Games           |
| 1984 | Best Adventure Game for Home Computer               | Carriers at War                              | Strategic Studies Group |
| 1984 | Best Professional Boardgaming Magazine              | Wargamer                                     |                         |
| 1984 | Best Amateur Adventure Gaming Magazine              | Alarums and Excursions                       |                         |
| 1985 | Best Pre-20th Century Boardgame                     | Pax Britannica                               | Victory Games           |
| 1985 | Best 20th Century Boardgame                         | World in Flames                              | Australian Design Group |
| 1985 | Best Fantasy or Science Fiction Boardgame           | Wabbit Wampage                               | Pacesetter              |
| 1985 | Best Professional Boardgaming Magazine              | The Wargamer                                 | World Wide Wargaming    |
| 1985 | Best Adventure Game for Home Computer               | Silent Service                               | MicroProse              |
| 1985 | Best Graphic Presentation                           | Pax Britannica                               | Victory Games           |
| 1985 | Best Amateur Magazine                               | VIP of Gaming                                |                         |
| 1986 | Best Pre-20th Century Boardgame                     | Chickamauga                                  | West End Games          |
| 1986 | Best 20th Century Boardgame                         | Fortress America                             | Milton Bradley Company  |
| 1986 | Best Fantasy or Science Fiction Boardgame           | Kings & Things                               | West End Games          |
| 1986 | Best Professional Boardgaming Magazine              | The Wargamer                                 | World Wide Wargaming    |
| 1986 | Best Military or Strategy Computer Game             | Gettysburg: The Turning Point                | Strategic Simulations   |
| 1986 | Best Amateur Adventure Gaming Magazine              | The Midwest Wargamers Association Newsletter |                         |
| 1986 | Best Graphic Presentation                           | Korean War                                   | Victory Games           |

### H. G. Wells Awards
| Anno | Categoria                                                          | Vincitore                                          | Editore                   |
| ---- | ------------------------------------------------------------------ | -------------------------------------------------- | ------------------------- |
| 1977 | Best Historical Figure Series                                      | Hinchliffe                                         | Hinchliffe                |
| 1977 | Best Fantasy Figure Series                                         | Ral Partha                                         | Ral Partha                |
| 1977 | Best Vehicular Model Series                                        | GHQ Microarmor                                     | GHQ                       |
| 1977 | All Time Best Napoleonic Rules                                     | Empire                                             | Empire Games              |
| 1977 | All Time Best Roleplaying Rules                                    | Dungeons & Dragons                                 | TSR                       |
| 1977 | Best Professional RPG or Miniatures Magazine                       | The Dragon                                         | TSR                       |
| 1977 | Greatest Contribution to the Hobby 1967-77                         | Dungeons & Dragons                                 | TSR                       |
| 1978 | Best Historical Figure Series                                      | Days of the Empire                                 | Ral Partha                |
| 1978 | Best Fantasy or Science Fiction Figure Series                      | Fantasy Collectors Series                          | Ral Partha                |
| 1978 | Best Vehicular Model Series                                        | Modern Micro Armor                                 | GHQ                       |
| 1978 | Best Miniatures Rules                                              | Fire & Steel                                       | GDW                       |
| 1979 | Best Historical Figure Series                                      | System Seven Napoleonics                           | GDW                       |
| 1979 | Best Fantasy or Science Fiction Figure Series                      | Collectables                                       | Ral Partha                |
| 1979 | Best Vehicular Model Series                                        | OGRE series                                        | Martian Metals            |
| 1979 | Best Miniatures Rules                                              | System Seven Napoleonics                           | GDW                       |
| 1979 | Best Roleplaying Rules                                             | Commando                                           | SPI                       |
| 1979 | Best Roleplaying Adventure                                         | Kinunir                                            | GDW                       |
| 1979 | Best Magazine Covering Miniatures                                  | The Courier                                        |                           |
| 1979 | Best Magazine Covering Roleplaying                                 | Journal of the Travellers Aid Society              | GDW                       |
| 1979 | All Time Best 20th Century Naval Rules                             | General Quarters                                   | Brookhurst                |
| 1979 | All Time Best Ancient Medieval Rules                               | Chivalry and Sorcery                               | Fantasy Games Unlimited   |
| 1980 | Best Historical Figure Series                                      | Condottieri                                        | Ral Partha                |
| 1980 | Best Fantasy or Science Fiction Figure Series                      | Personalities                                      | Ral Partha                |
| 1980 | Best Vehicular Model Series                                        | Micro Armor                                        | GHQ                       |
| 1980 | Best Miniatures Rules                                              | Tacforce                                           | GDW                       |
| 1980 | Best Roleplaying Rules                                             | DragonQuest                                        | SPI                       |
| 1980 | Best Roleplaying Adventure                                         | Twilights Peak                                     | GDW                       |
| 1980 | Best Professional Magazine Covering Miniatures                     | The Courier                                        |                           |
| 1980 | Best Professional Magazine Covering Roleplaying                    | Journal of the Travellers Aid Society              | GDW                       |
| 1980 | All Time Best Pre-Napoleonic Gunpowder Miniatures Rules            | Renaissance Rules                                  | WRG                       |
| 1980 | All Time Best Air Combat Miniatures Rules                          | Basic/Advanced Fighter                             | Lou Zocchi                |
| 1981 | Best Historical Figure Series                                      | Condottieri                                        | Ral Partha                |
| 1981 | Best Fantasy or Science Fiction Figure Series                      | Dragonslayers & Travellers                         | Martian Metals            |
| 1981 | Best Vehicular Model Series                                        | Micro Armor                                        | GHQ                       |
| 1981 | Best Miniatures Rules                                              | Harpoon                                            | Adventure Games           |
| 1981 | Best Roleplaying Rules                                             | Il richiamo di Cthulhu                             | Chaosium                  |
| 1981 | Best Roleplaying Adventure                                         | Thieves' World                                     | Chaosium                  |
| 1981 | Best Professional Miniatures Magazine                              | The Courier                                        |                           |
| 1981 | Best Professional Roleplaying Magazine                             | Journal of the Travellers Aid Society              | GDW                       |
| 1981 | All Time Best Miniatures Rules for 20th Century Land Battles       | Tacforce                                           |                           |
| 1981 | All Time Best Miniatures Rules for Pre-20th Century Naval Battles  | Ship O' The Line                                   |                           |
| 1982 | Best Historical Figure Series                                      | Siege Equipment                                    | RAFM                      |
| 1982 | Best Fantasy or Science Fiction Figure Series                      | Personalities and Things that Go Bump in the Night | Ral Partha                |
| 1982 | Best Vehicular Model Series                                        | Micro Armor                                        | GHQ                       |
| 1982 | Best Miniatures Rules                                              | Striker                                            | GDW                       |
| 1982 | Best Roleplaying Rules                                             | Behind Enemy Lines                                 | FASA                      |
| 1982 | Best Roleplaying Adventure                                         | Citybook I                                         | Flying Buffalo            |
| 1982 | Best Professional Miniatures Magazine                              | The Courier                                        |                           |
| 1982 | Best Professional Roleplaying Magazine                             | The Space Gamer                                    | Steve Jackson Games       |
| 1982 | All Time Best Miniatures Rules for American Civil War Land Battles | Rally Round the Flag                               | Iron Brigade Miniatures   |
| 1982 | All Time Best Miniatures Rules for Science Fiction Battles         | Striker                                            | GDW                       |
| 1983 | Best Historical Figure Series                                      | Siege Equipment                                    | RAFM                      |
| 1983 | Best Fantasy or Science Fiction Figure Series                      | Call of Cthulhu                                    | Grenadier Models          |
| 1983 | Best Vehicular Model Series                                        | Dwarf Steam Cannon                                 | Ral Partha                |
| 1983 | Best Miniatures Rules                                              | Johnny Reb                                         | Adventure Games           |
| 1983 | Best Roleplaying Rules                                             | James Bond 007                                     | Victory Games             |
| 1983 | Best Roleplaying Adventure                                         | Stormhaven                                         | Flying Buffalo            |
| 1983 | Best Professional Miniatures Magazine                              | The Courier                                        |                           |
| 1983 | Best Professional Roleplaying Magazine                             | Dragon                                             | TSR                       |
| 1984 | Best Historical Figure Series                                      | Colonials                                          | Ral Partha                |
| 1984 | Best Fantasy or Science Fiction Figure Series                      | Personalities                                      | Ral Partha                |
| 1984 | Best Vehicular Model Series                                        | Star Trek Starships                                | FASA                      |
| 1984 | Best Miniatures Rules                                              | The Sword and the Flame                            | Greenfield Hobby          |
| 1984 | Best Professional Miniatures Magazine                              | The Courier                                        |                           |
| 1984 | Best Roleplaying Rules (ex aequo)                                  | Twilight: 2000                                     | GDW                       |
| 1984 | Best Roleplaying Rules (ex aequo)                                  | Paranoia                                           | West End Games            |
| 1984 | Best Roleplaying Adventure                                         | Live and Let Die                                   | Victory Games             |
| 1985 | Best Historical Figure Series                                      | Samurai                                            | Ral Partha                |
| 1985 | Best Fantasy or Science Fiction Figure Series                      | Dragon of the Month                                | Grenadier Models          |
| 1985 | Best Vehicular/Accessory Series                                    | Starship Miniatures                                | FASA                      |
| 1985 | Best Miniatures Rules                                              | Battlesystem                                       | TSR                       |
| 1985 | Best Roleplaying Rules                                             | DC Heroes                                          | Mayfair Games             |
| 1985 | Best Roleplaying Adventure                                         | Yellow Clearance Black Box Blues                   | West End Games            |
| 1985 | Best Roleplaying Supplement                                        | The Pendragon Campaign                             | Chaosium                  |
| 1985 | Best Professional Roleplaying Magazine                             | Dragon                                             | TSR                       |
| 1985 | Best Professional Miniatures Magazine                              | The Courier                                        | Courier Publishing        |
| 1985 | Best Play-by-Mail Game                                             | Illuminati                                         | Adventure Systems         |
| 1986 | Best Historical Figure Series                                      | American Civil War                                 | Stone Mountain Miniatures |
| 1986 | Best Fantasy or Science Fiction Figure Series                      | Fantasy Lords                                      | Grenadier Models          |
| 1986 | Best Vehicular/Accessory Series                                    | Battle Tech Mech                                   | Ral Partha                |
| 1986 | Best Miniatures Rules                                              | Command Decision                                   | GDW                       |
| 1986 | Best Roleplaying Rules                                             | Ghostbusters                                       | West End Games            |
| 1986 | Best Roleplaying Adventure                                         | Going Home                                         | GDW                       |
| 1986 | Best Roleplaying Supplement (ex aequo)                             | BattleTech Technical Readout                       | FASA                      |
| 1986 | Best Roleplaying Supplement (ex aequo)                             | Cthulhu by Gaslight                                | Chaosium                  |
| 1986 | Best Professional Roleplaying Magazine                             | Dragon                                             | TSR                       |
| 1986 | Best Professional Miniatures Magazine                              | The Courier                                        | Courier Publishing        |
| 1986 | Best Play-by-Mail Game                                             | It's a Crime                                       | Adventures By Mail        |
| 1986 | Best Fantasy or Science Fiction Computer Game                      | Bard's Tale II                                     | Electronic Arts           |
| 1986 | Best Screen Graphics in a Home Computer Game                       | Gunship                                            | MicroProse                |

### Origins Awards
| Anno      | Categoria                                                                            | Vincitore                                                                                            | Editore                                           |
| --------- | ------------------------------------------------------------------------------------ | --- | ------------------------------------------------- |
| 1987      | Best Pre-20th Century Boardgame                                                      | Shogun                                                                                               | Milton Bradley Company                            |
| 1987      | Best Boardgame Covering the Period 1900-1946                                         | Scorched Earth                                                                                       | GDW                                               |
| 1987      | Best Boardgame Covering the Period 1947-Modern Day                                   | Team Yankee                                                                                          | GDW                                               |
| 1987      | Best Fantasy or Science Fiction Boardgame                                            | Arkham Horror                                                                                        | Chaosium                                          |
| 1987      | Best Graphic Presentation of a Boardgame                                             | Shogun                                                                                               | Milton Bradley Company                            |
| 1987      | Best Play-by-Mail Game                                                               | Alamaze                                                                                              | Pegasus Productions                               |
| 1987      | Best Fantasy or Science Fiction Computer Game                                        | Pirates!                                                                                             | MicroProse                                        |
| 1987      | Best Military or Strategy Computer Game                                              | Project Stealth Fighter                                                                              | MicroProse                                        |
| 1987      | Best Screen Graphics in a Home Computer Game                                         | Pirates!                                                                                             | MicroProse                                        |
| 1987      | Best Professional Adventure Gaming Magazine                                          | Computer Gaming World                                                                                | Golden Empire Publishing                          |
| 1987      | Best Amateur Adventure Gaming Magazine                                               | Polyhedron                                                                                           | TSR                                               |
| 1987      | Best Historical Figure Series                                                        | The New Samurai                                                                                      | Ral Partha                                        |
| 1987      | Best Fantasy or Science Fiction Figure Series                                        | Julie Guthrie's Fantasy Line                                                                         | Grenadier Models                                  |
| 1987      | Best Vehicular or Accessory Series                                                   | Star Trek Miniatures                                                                                 | FASA                                              |
| 1987      | Best Miniatures Rules                                                                | Harpoon                                                                                              | GDW                                               |
| 1987      | Best Roleplaying Rules                                                               | Guerre stellari                                                                                      | West End Games                                    |
| 1987      | Best Roleplaying Adventure                                                           | Tournament of Dreams (per Pendragon)                                                                 | Chaosium                                          |
| 1987      | Best Roleplaying Supplement                                                          | Star Wars Sourcebook (per Guerre stellari)                                                           | West End Games                                    |
| 1987      | Best Graphic Presentation of a Roleplaying Game, Adventure, or Supplement            | Miskatonic University Kit (per Il richiamo di Cthulhu)                                               | Chaosium                                          |
| 1988      | Best Pre-20th Century Boardgame                                                      | Gettysburg                                                                                           | Avalon Hill                                       |
| 1988      | Best Boardgame Covering the Period 1900-1946                                         | Kremlin                                                                                              | Avalon Hill                                       |
| 1988      | Best Boardgame Covering the Period 1947-Modern Day                                   | The Hunt for Red October                                                                             | TSR                                               |
| 1988      | Best Fantasy or Science Fiction Boardgame                                            | Sky Galleons of Mars                                                                                 | GDW                                               |
| 1988      | Best Graphic Presentation of a Boardgame                                             | Sky Galleons of Mars                                                                                 | GDW                                               |
| 1988      | Best Play-by-Mail Game                                                               | Kings & Things                                                                                       | Andon Games                                       |
| 1988      | Best Fantasy or Science Fiction Computer Game                                        | Pool of Radiance                                                                                     | Strategic Simulations                             |
| 1988      | Best Military or Strategy Computer Game                                              | F-19 Stealth Fighter                                                                                 | MicroProse                                        |
| 1988      | Best Screen Graphics in a Home Computer Game                                         | F-19 Stealth Fighter                                                                                 | MicroProse                                        |
| 1988      | Best Professional Adventure Gaming Magazine                                          | Strategy & Tactics                                                                                   | World Wide Wargames                               |
| 1988      | Best Amateur Adventure Gaming Magazine                                               | Sorcerer’s Scroll                                                                                    | Tori Berquist                                     |
| 1988      | Best Historical Figure Series                                                        | 1200AD Line - The Aztec Army                                                                         | Ral Partha                                        |
| 1988      | Best Fantasy or Science Fiction Figure Series                                        | TSR’s AD&D Series                                                                                    | Ral Partha                                        |
| 1988      | Best Vehicular or Accessory Series                                                   | Battle Tech Mechs                                                                                    | Ral Partha                                        |
| 1988      | Best Miniatures Rules                                                                | To the Sound of the Guns                                                                             | GDW                                               |
| 1988      | Best Roleplaying Rules                                                               | GURPS Basic Set, 3rd Edition                                                                         | Steve Jackson Games                               |
| 1988      | Best Roleplaying Adventure                                                           | Battle for the Golden Sun (per Guerre stellari)                                                      | West End Games                                    |
| 1988      | Best Roleplaying Supplement                                                          | GURPS Space                                                                                          | Steve Jackson Games                               |
| 1988      | Best Graphic Presentation of a Roleplaying Game, Adventure, or Supplement            | Petersen's Field Guide to Cthulhu Monsters (per Il richiamo di Cthulhu)                              | Chaosium                                          |
| 1989      | Best Historical Figure Series                                                        | Aztecs, 25mm                                                                                         | Falcon Miniatures                                 |
| 1989      | Best Fantasy or Science Fiction Figure Series                                        | Dragonlance Heroes Line                                                                              | Ral Partha                                        |
| 1989      | Best Vehicular Miniatures Series                                                     | Battle Tech Mechs and Vehicles                                                                       | Ral Partha                                        |
| 1989      | Best Accessory Figure Series                                                         | Mighty Fortress                                                                                      | Games Workshop                                    |
| 1989      | Best Miniatures Rules                                                                | Battlesystem Miniatures Rules                                                                        | TSR                                               |
| 1989      | Best Roleplaying Rules                                                               | Advanced Dungeons & Dragons 2nd Edition                                                              | TSR                                               |
| 1989      | Best Roleplaying Adventure                                                           | The Great Old Ones (per Il richiamo di Cthulhu)                                                      | Chaosium                                          |
| 1989      | Best Roleplaying Supplement                                                          | Creatures of the Dreamlands (per Il richiamo di Cthulhu)                                             | Chaosium                                          |
| 1989      | Best Graphic Presentation of a Roleplaying Game, Adventure, or Supplement            | Creatures of the Dreamlands (per Il richiamo di Cthulhu)                                             | Chaosium                                          |
| 1989      | Best Pre-20th Century Boardgame                                                      | A House Divided                                                                                      | Game Designers' Workshop                          |
| 1989      | Best Best Modern-Day Boardgame                                                       | Red Storm Rising                                                                                     | TSR                                               |
| 1989      | Best Fantasy or Science Fiction Boardgame                                            | Space Hulk                                                                                           | Games Workshop                                    |
| 1989      | Best Graphic Presentation of a Boardgame                                             | Red Storm Rising                                                                                     | TSR                                               |
| 1989      | Best Play-by-Mail Game                                                               | It's a Crime                                                                                         | Adventures By Mail                                |
| 1989      | Best New Play-by-Mail Game                                                           | Beyond the Stellar Empire: The New System                                                            | Adventures By Mail                                |
| 1989      | Best Fantasy or Science Fiction Computer Game                                        | Curse of the Azure Bonds                                                                             | Strategic Simulations                             |
| 1989      | Best Military or Strategy Computer Game                                              | SimCity                                                                                              | Maxis                                             |
| 1989      | Best Professional Adventure Gaming Magazine                                          | Dragon                                                                                               | TSR                                               |
| 1989      | Best Amateur Adventure Gaming Magazine                                               | The Canadian Wargaming Journal                                                                       | The Canadian Wargamers Group                      |
| 1990      | Best Historical Figure Series                                                        | 25mm Ancients                                                                                        | Ral Partha                                        |
| 1990      | Best Fantasy or Science Fiction Figure Series                                        | AD&D Monsters                                                                                        | Ral Partha                                        |
| 1990      | Best Vehicular Miniatures Series                                                     | Space Ork Battle Wagon                                                                               | Games Workshop / Citadel Miniatures               |
| 1990      | Best Accessory Figure Series                                                         | Castles Boxed Set                                                                                    | TSR                                               |
| 1990      | Best Miniatures Rules                                                                | BattleTech Compendium                                                                                | FASA                                              |
| 1990      | Best Roleplaying Rules                                                               | King Arthur Pendragon, 3rd Edition                                                                   | Chaosium                                          |
| 1990      | Best Roleplaying Adventure                                                           | Harlequin (per Shadowrun)                                                                            | FASA                                              |
| 1990      | Best Roleplaying Supplement                                                          | Forgotten Realms Adventure Book (per Advanced Dungeons & Dragons)                                    | TSR                                               |
| 1990      | Best Graphic Presentation of a Roleplaying Game, Adventure, or Supplement (ex aequo) | Ravenloft Box Set (per Advanced Dungeons & Dragons)                                                  | TSR                                               |
| 1990      | Best Graphic Presentation of a Roleplaying Game, Adventure, or Supplement (ex aequo) | Seattle Source Book (per Shadowrun)                                                                  | FASA                                              |
| 1990      | Best Pre-20th Century Boardgame                                                      | Republic of Rome                                                                                     | Avalon Hill                                       |
| 1990      | Best Best Modern-Day Boardgame                                                       | Eurorails                                                                                            | Mayfair Games                                     |
| 1990      | Best Fantasy or Science Fiction Boardgame                                            | Genestealer                                                                                          | Games Workshop                                    |
| 1990      | Best Play-by-Mail Game                                                               | Illuminati                                                                                           | Flying Buffalo                                    |
| 1990      | Best New Play-by-Mail Game                                                           | Monster Island                                                                                       | Adventures By Mail                                |
| 1990      | Best Fantasy or Science Fiction Computer Game                                        | Wing Commander                                                                                       | Origin Systems                                    |
| 1990      | Best Military or Strategy Computer Game                                              | Populous                                                                                             | Electronic Arts                                   |
| 1990      | Best Professional Adventure Gaming Magazine                                          | Dragon                                                                                               | TSR                                               |
| 1990      | Best Amateur Adventure Gaming Magazine                                               | Wargamers Information                                                                                | Rick Loomis                                       |
| 1991      | Best Historical Figure Series                                                        | Pendragon Knight & Lady Sets                                                                         | Lance & Laser                                     |
| 1991      | Best Fantasy or Science Fiction Figure Series (ex aequo)                             | Call of Cthulhu                                                                                      | RAFM                                              |
| 1991      | Best Fantasy or Science Fiction Figure Series (ex aequo)                             | Shadowrun                                                                                            | Ral Partha                                        |
| 1991      | Best Vehicular Miniatures Series                                                     | BattleTech Mechs & Vehicles                                                                          | Ral Partha                                        |
| 1991      | Best Accessory Figure Series                                                         | Battlescapes                                                                                         | Geo Hex                                           |
| 1991      | Best Miniatures Rules                                                                | Star Wars Miniatures Rules                                                                           | West End Games                                    |
| 1991      | Best Roleplaying Rules                                                               | Vampiri: la masquerade                                                                               | White Wolf                                        |
| 1991      | Best Roleplaying Adventure                                                           | Horror on the Orient Express (per Il richiamo di Cthulhu)                                            | Chaosium                                          |
| 1991      | Best Roleplaying Supplement                                                          | GURPS Time Travel                                                                                    | Steve Jackson Games                               |
| 1991      | Best Graphic Presentation of a Roleplaying Game, Adventure, or Supplement            | Horror on the Orient Express (per Il richiamo di Cthulhu)                                            | Chaosium                                          |
| 1991      | Best Play-by-Mail Game                                                               | Illuminati                                                                                           | Flying Buffalo                                    |
| 1991      | Best New Play-by-Mail Game                                                           | Middle Earth                                                                                         | Game Systems                                      |
| 1991      | Best Pre-20th Century Boardgame                                                      | Blackbeard                                                                                           | Avalon Hill                                       |
| 1991      | Best Best Modern-Day Boardgame                                                       | East Front                                                                                           | Columbia                                          |
| 1991      | Best Fantasy or Science Fiction Boardgame                                            | Cosmic Encounter                                                                                     | Mayfair Games                                     |
| 1991      | Best Graphic Presentation of a Boardgame                                             | Hero Quest                                                                                           | Milton Bradley Company                            |
| 1991      | Best Fantasy or Science Fiction Computer Game                                        | Wing Commander II                                                                                    | Origin Systems                                    |
| 1991      | Best Military or Strategy Computer Game                                              | Sid Meier's Civilization                                                                             | MicroProse                                        |
| 1991      | Best Professional Adventure Gaming Magazine                                          | White Wolf                                                                                           | White Wolf                                        |
| 1991      | Best Amateur Adventure Gaming Magazine                                               | Midwest Wargamers Association Newsletter                                                             | Hal Thinglum                                      |
| 1992      | Best Historical Figure Series                                                        | Hyksos Ancient Biblical                                                                              | Ral Partha                                        |
| 1992      | Best Fantasy or Science Fiction Figure Series                                        | Ravenloft                                                                                            | Ral Partha                                        |
| 1992      | Best Vehicular Miniatures Series                                                     | BattleTech Mechs & Vehicles                                                                          | Ral Partha                                        |
| 1992      | Best Vehicular Miniatures Series                                                     | Ogre Miniatures                                                                                      | Ral Partha                                        |
| 1992      | Best Accessory Figure Series                                                         | Tiny Terrain 15mm Fantasy                                                                            | Simtac                                            |
| 1992      | Best Miniatures Rules                                                                | Ogre Miniatures                                                                                      | Steve Jackson Games                               |
| 1992      | Best Roleplaying Rules                                                               | Shadowrun, 2nd Edition                                                                               | FASA                                              |
| 1992      | Best Roleplaying Adventure                                                           | GURPS Cyberpunk Adventures                                                                           | Steve Jackson Games                               |
| 1992      | Best Roleplaying Supplement                                                          | GURPS Illuminati                                                                                     | Steve Jackson Games                               |
| 1992      | Best Graphic Presentation of a Roleplaying Game, Adventure, or Supplement (ex aequo) | Cthulhu for President Il richiamo di Cthulhu)                                                        | Chaosium                                          |
| 1992      | Best Graphic Presentation of a Roleplaying Game, Adventure, or Supplement (ex aequo) | Shadowrun                                                                                            | FASA                                              |
| 1992      | Best Play-by-Mail Game (ex aequo)                                                    | Illuminati                                                                                           | Flying Buffalo                                    |
| 1992      | Best Play-by-Mail Game (ex aequo)                                                    | Middle Earth                                                                                         | Game Systems                                      |
| 1992      | Best New Play-by-Mail Game                                                           | Lords of Destiny                                                                                     | Maelstrom                                         |
| 1992      | Best Pre-20th Century Boardgame                                                      | SPQR                                                                                                 | GMT                                               |
| 1992      | Best Best Modern-Day Boardgame                                                       | Hacker                                                                                               | Steve Jackson Games                               |
| 1992      | Best Fantasy or Science Fiction Boardgame                                            | Nuclear Proliferation                                                                                | Flying Buffalo                                    |
| 1992      | Best Graphic Presentation of a Boardgame                                             | Battletech, 3rd Edition                                                                              | FASA                                              |
| 1992      | Best Fantasy or Science Fiction Computer Game                                        | Ultima Underworld                                                                                    | Origin Systems                                    |
| 1992      | Best Military or Strategy Computer Game                                              | V for Victory                                                                                        | Three-Sixty Pacific                               |
| 1992      | Best Professional Adventure Gaming Magazine                                          | White Wolf                                                                                           | White Wolf                                        |
| 1992      | Best Amateur Adventure Gaming Magazine                                               | Berg's Review of Games                                                                               | Richard Berg                                      |
| 1993      | Best Historical Figure Series                                                        | Medievals 15mm                                                                                       | Soldiers & Swords                                 |
| 1993      | Best Fantasy or Science Fiction Figure Series                                        | Advanced Dungeons & Dragons                                                                          | Ral Partha                                        |
| 1993      | Best Vehicular Series                                                                | Battle Tech                                                                                          | Ral Partha                                        |
| 1993      | Best Game Accessory                                                                  | Destiny Deck                                                                                         | Stellar Games                                     |
| 1993      | Best Miniatures Rules                                                                | Warhammer 40.000 2nd Edition                                                                         | Games Workshop                                    |
| 1993      | Best Roleplaying Rules                                                               | Traveller: The New Era                                                                               | Game Designers' Workshop                          |
| 1993      | Best Roleplaying Adventure                                                           | Dragon Mountain                                                                                      | TSR                                               |
| 1993      | Best Roleplaying Supplement                                                          | GURPS Vampire: The Masquerade                                                                        | Steve Jackson Games                               |
| 1993      | Best Graphic Presentation of a Roleplaying Game, Adventure, or Supplement            | Underground                                                                                          | Mayfair Games                                     |
| 1993      | Best Pre-20th Century Boardgame                                                      | History of the World                                                                                 | Avalon Hill                                       |
| 1993      | Best Best Modern-Day Boardgame                                                       | Hacker II                                                                                            | Steve Jackson Games                               |
| 1993      | Best Fantasy or Science Fiction Boardgame                                            | Magic: l'Adunanza                                                                                    | Wizards of the Coast                              |
| 1993      | Best Graphic Presentation of a Boardgame                                             | Magic: l'Adunanza                                                                                    | Wizards of the Coast                              |
| 1993      | Best Play-by-Mail Game                                                               | Illuminati                                                                                           | Flying Buffalo                                    |
| 1993      | Best New Play-by-Mail Game                                                           | Quest: The World of Kharne                                                                           | Adventures By Mail                                |
| 1993      | Best Fantasy or Science Fiction Computer Game                                        | X-Wing                                                                                               | Lucas Arts                                        |
| 1993      | Best Military or Strategy Computer Game                                              | Seven Cities of Gold, Commemorative Edition                                                          | Electronic Arts                                   |
| 1993      | Best Professional Adventure Gaming Magazine                                          | Dragon                                                                                               | TSR                                               |
| 1993      | Best Amateur Adventure Gaming Magazine                                               | Berg's Review of Games                                                                               | Richard Berg                                      |
| 1994      | Best Historical Figure Series                                                        | Daimyo Samurai Figures                                                                               | Reaper Miniatures                                 |
| 1994      | Best Fantasy or Science Fiction Figure Series                                        | Advanced Dungeons & Dragons Personalities                                                            | Ral Partha                                        |
| 1994      | Best Vehicular Series                                                                | BattleTech: Vehicles & 'Mechs                                                                        | Ral Partha                                        |
| 1994      | Best Miniatures Accessory Series                                                     | Mountainscape                                                                                        | Geo-Hex                                           |
| 1994      | Best Miniatures Rules                                                                | Blood Bowl 3rd Edition                                                                               | Games Workshop                                    |
| 1994      | Best Game Accessory                                                                  | Leggende (per Magic: l'Adunanza)                                                                     | Wizards of the Coast                              |
| 1994      | Best Roleplaying Rules                                                               | Castle Falkenstein                                                                                   | R. Talsorian Games                                |
| 1994      | Best Roleplaying Adventure                                                           | Council of Wyrms (per Advanced Dungeons & Dragons)                                                   | TSR                                               |
| 1994      | Best Roleplaying Supplement                                                          | The Encyclopedia Magica, Volume 1 (per Advanced Dungeons & Dragons)                                  | TSR                                               |
| 1994      | Best Graphic Presentation of a Roleplaying Game, Adventure, or Supplement            | Planescape Campaign Setting (per Advanced Dungeons & Dragons)                                        | TSR                                               |
| 1994      | Best Pre-20th Century Boardgame                                                      | Roads to Gettysburg                                                                                  | Avalon Hill                                       |
| 1994      | Best Best Modern-Day Boardgame                                                       | Australian Rails                                                                                     | Mayfair Games                                     |
| 1994      | Best Fantasy or Science Fiction Boardgame                                            | RoboRally                                                                                            | Wizards of the Coast                              |
| 1994      | Best Graphic Presentation of a Boardgame                                             | RoboRally                                                                                            | Wizards of the Coast                              |
| 1994      | Best Card Game                                                                       | Illuminati: New World Order                                                                          | Steve Jackson Games                               |
| 1994      | Best New Play-by-Mail Game                                                           | Forgotten Realms                                                                                     | Reality Simulations                               |
| 1994      | Best Play-by-Mail Game                                                               | Illuminati                                                                                           | Flying Buffalo                                    |
| 1994      | Best Fantasy or Science Fiction Computer Game                                        | Doom II                                                                                              | id Software                                       |
| 1994      | Best Military or Strategy Computer Game                                              | SimCity 2000                                                                                         | Maxis                                             |
| 1994      | Best Game-Related Fiction                                                            | Cthulhu's Heirs, Call of Cthulhu Anthology                                                           | Chaosium                                          |
| 1994      | Best Professional Gaming Magazine (ex aequo)                                         | Dragon                                                                                               | TSR                                               |
| 1994      | Best Professional Gaming Magazine (ex aequo)                                         | The Duelist                                                                                          | Wizards of the Coast                              |
| 1994      | Best Professional Gaming Magazine (ex aequo)                                         | Shadis                                                                                               | Alderac Entertainment Group                       |
| 1994      | Best Amateur Adventure Gaming Magazine                                               | 'Mech                                                                                                | AWOL Productions                                  |
| 1995      | Best Historical Figure Series                                                        | Celts 25mm                                                                                           | Mirilton                                          |
| 1995      | Best Fantasy or Science Fiction Figure Series                                        | Star Wars                                                                                            | West End Games                                    |
| 1995      | Best Vehicular Series                                                                | BattleTech: Vehicles & 'Mechs                                                                        | Ral Partha                                        |
| 1995      | Best Miniatures Accessory Series                                                     | American Civil War Buildings 15mm                                                                    | Stone Mountain Miniatures                         |
| 1995      | Best Miniatures Rules                                                                | Warzone                                                                                              | Heartbreaker Hobbies & Games                      |
| 1995      | Best Game Accessory (ex aequo)                                                       | Tech Readout 3058 (per BattleTech)                                                                   | FASA                                              |
| 1995      | Best Game Accessory (ex aequo)                                                       | Mage: The Ascension Tarot Deck (per Mage: The Ascension)                                             | White Wolf                                        |
| 1995      | Best Roleplaying Rules                                                               | Mage: The Ascension 2nd Edition                                                                      | White Wolf                                        |
| 1995      | Best Roleplaying Adventure                                                           | Giovanni Chronicle: The Last Supper                                                                  | White Wolf                                        |
| 1995      | Best Roleplaying Supplement                                                          | Birthright (per Advanced Dungeons & Dragons)                                                         | TSR                                               |
| 1995      | Best Graphic Presentation of a Roleplaying Game, Adventure, or Supplement            | Bug City (per Shadowrun)                                                                             | FASA                                              |
| 1995      | Best Pre-20th Century Boardgame (ex aequo)                                           | Colonial Diplomacy                                                                                   | Avalon Hill                                       |
| 1995      | Best Pre-20th Century Boardgame (ex aequo)                                           | Three Days of Gettysburg                                                                             | GMT Games                                         |
| 1995      | Best Best Modern-Day Boardgame                                                       | Empire of the Rising Sun                                                                             | Avalon Hill                                       |
| 1995      | Best Fantasy or Science Fiction Boardgame                                            | Dragon Dice                                                                                          | TSR                                               |
| 1995      | Best Graphic Presentation of a Boardgame                                             | RoboRally: Armed and Dangerous                                                                       | Wizards of the Coast                              |
| 1995      | Best Card Game                                                                       | Middle-earth: The Wizards                                                                            | Iron Crown Enterprises                            |
| 1995      | Best New Play-by-Mail Game                                                           | Swords of Pelarn, Legends 2                                                                          | Midnight Games                                    |
| 1995      | Best Play-by-Mail Game (ex aequo)                                                    | Illuminati                                                                                           | Flying Buffalo                                    |
| 1995      | Best Play-by-Mail Game (ex aequo)                                                    | Middle-earth                                                                                         | Game Systems                                      |
| 1995      | Best Fantasy or Science Fiction Computer Game                                        | MechWarrior II                                                                                       | Activision                                        |
| 1995      | Best Military or Strategy Computer Game                                              | Panzer General                                                                                       | Strategic Simulations                             |
| 1995      | Best Game-Related Fiction                                                            | Tactics of Duty (da BattleTech)                                                                      | FASA                                              |
| 1995      | Best Professional Gaming Magazine                                                    | Shadis                                                                                               | Alderac Entertainment Group                       |
| 1995      | Best Amateur Adventure Gaming Magazine                                               | Berg's Review of Games                                                                               |                                                   |
| 1996      | Best Fantasy or Science Fiction Figure Miniatures Series                             | Warhammer 40.000: Chaos                                                                              | Games Workshop                                    |
| 1996      | Best Vehicular Miniatures Series                                                     | Battletech: Mechs & Vehicles                                                                         | Ral Partha                                        |
| 1996      | Best Fantasy or Science Fiction Miniatures Rules                                     | Warhammer Fantasy Battle                                                                             | Games Workshop                                    |
| 1996      | Best Pre-20th Century Board Game                                                     | Age of Renaissance                                                                                   | Avalon Hill                                       |
| 1996      | Best Best Modern-Day Board Game                                                      | Harpoon4                                                                                             | Clash of Arms                                     |
| 1996      | Best Fantasy or Science Fiction Board Game                                           | I coloni di Catan                                                                                    | Mayfair Games                                     |
| 1996      | Best Card Game (ex aequo)                                                            | Legend of Five Rings: Battle of Beiden Pass                                                          | Five Rings Publishing                             |
| 1996      | Best Card Game (ex aequo)                                                            | Lunch Money                                                                                          | Atlas Games                                       |
| 1996      | Best Card Game (ex aequo)                                                            | Mythos                                                                                               | Chaosium                                          |
| 1996      | Best Roleplaying Rules                                                               | Deadlands                                                                                            | Pinnacle Entertainment Group                      |
| 1996      | Best Roleplaying Adventure                                                           | The Complete Masks of Nyarlathotep                                                                   | Chaosium                                          |
| 1996      | Best Roleplaying Supplement                                                          | Six-Guns & Sorcery                                                                                   | R. Talsorian Games                                |
| 1996      | Best Graphic Presentation of a Roleplaying Game, Adventure, or Supplement            | Deadlands                                                                                            | Pinnacle Entertainment Group                      |
| 1996      | Best Game Accessory                                                                  | Cthulhu for President                                                                                | Chaosium                                          |
| 1996      | Best Fantasy or Science Fiction Computer Game                                        | Master of Orion II: Battle at Antares                                                                | MicroProse                                        |
| 1996      | Best Game-Related Fiction                                                            | The Cthulhu Cycle                                                                                    | Chaosium                                          |
| 1996      | Best Professional Gaming Magazine                                                    | Shadis                                                                                               | Alderac Entertainment Group                       |
| 1996      | Best Amateur Adventure Gaming Magazine                                               | Mechforce Quarterly                                                                                  | Mech Force                                        |
| 1996      | Best Historical Figure Miniatures Series                                             | Daimyo 25mm                                                                                          | Reaper Miniatures                                 |
| 1996      | Best Historical Miniatures Rules                                                     | Hostile Aircraft, 2nd Edition                                                                        | Goblintooth Enterprises                           |
| 1996      | Best Miniatures Accessory Series                                                     | Wild West Hollow 25mm House                                                                          | Tactical Conflict Systems                         |
| 1996      | Best Graphic Presentation of a Board Game                                            | BattleTech, 4th Edition                                                                              | FASA                                              |
| 1996      | Best Play-by-Mail Game                                                               | Middle Earth                                                                                         | Game Systems                                      |
| 1996      | Best New Play-by-Mail Game                                                           | Starship Command                                                                                     | Elite Simulations                                 |
| 1996      | Best Military or Strategy Computer Game                                              | Wooden Ships and Iron Men                                                                            | Avalon Hill                                       |
| 1996      | Best Graphic Presentation of a Card Game or Expansion                                | Middle Earth: The Dragons                                                                            | Iron Crown Enterprises                            |
| 1997      | Best Abstract Board Game                                                             | Kill Doctor Lucky                                                                                    | Cheapass Games                                    |
| 1997      | Best Historical Board Game                                                           | Successors                                                                                           | Avalon Hill                                       |
| 1997      | Best Science Fiction or Fantasy Board Game                                           | Roborally Grand Prix                                                                                 | Wizards of the Coast                              |
| 1997      | Best Graphic Presentation of a Board Game                                            | Wadjet: A Family Adventure Game                                                                      | Timbuk II                                         |
| 1997      | Best Action Computer Game                                                            | Tomb Raider                                                                                          | Square Software                                   |
| 1997      | Best Roleplaying Computer Game                                                       | Final Fantasy VII                                                                                    | Eidos Interactive                                 |
| 1997      | Best Strategy Computer Game                                                          | Sid Meier's Gettysburg!                                                                              | Firaxis Games                                     |
| 1997      | Best Amateur Game Magazine                                                           | Starry Wisdom                                                                                        | Chaosium                                          |
| 1997      | Best Professional Game Magazine                                                      | Knights of the Dinner Table                                                                          | Kenzer & Company                                  |
| 1997      | Best Trading Card Game                                                               | Shadowrun Trading Card Game Limited Edition                                                          | FASA                                              |
| 1997      | Best Traditional Card Game                                                           | Give Me the Brain                                                                                    | Cheapass Games                                    |
| 1997      | Best Card Game Expansion or Supplement                                               | Legends of the Five Rings: Time of the Void                                                          | Five Rings Publishing                             |
| 1997      | Best Graphic Presentation of a Card Game                                             | Shadowrun Trading Card Game Limited Edition                                                          | FASA                                              |
| 1997      | Best Game-Related Novel                                                              | Planar Powers                                                                                        | TSR                                               |
| 1997      | Best Game-Related Short Work                                                         | A Forty Share in Innsmouth                                                                           | Chaosium                                          |
| 1997      | Best Roleplaying Adventure                                                           | Independence Day                                                                                     | Pinnacle Entertainment Group                      |
| 1997      | Best Roleplaying Supplement                                                          | Delta Green                                                                                          | Pagan Publishing                                  |
| 1997      | Best Roleplaying Game                                                                | La leggenda dei cinque anelli                                                                        | Alderac Entertainment Group                       |
| 1997      | Best Graphic Presentation of a Roleplaying Game, Adventure, or Supplement            | In Nomine                                                                                            | Steve Jackson Games                               |
| 1997      | Best Historical Figure Miniatures Series                                             | Charlie Company U.S. Army Figures                                                                    | RAFM                                              |
| 1997      | Best Science Fiction or Fantasy Figure Miniature                                     | Sisters of Battle Squad                                                                              | Games Workshop                                    |
| 1997      | Best Vehicular Miniature                                                             | Call of Cthulhu Roadster                                                                             | RAFM                                              |
| 1997      | Best Historical Miniatures Rules                                                     | Flint & Steel                                                                                        | Clash of Arms Games                               |
| 1997      | Best Science Fiction or Fantasy Miniatures Rules                                     | Deadlands: The Great Rail Wars                                                                       | Pinnacle Entertainment Group                      |
| 1997      | Best New Play-by-Mail Game                                                           | Middle-earth PBM Fourth Age Circa 1000                                                               | Game Systems                                      |
| 1997      | Best Ongoing Play-by-Mail Game                                                       | Star Web                                                                                             | Flying Buffalo                                    |
| 1998      | Best Abstract Board Game                                                             | What Were You Thinking?                                                                              | Wizards of the Coast                              |
| 1998      | Best Historical Board Game                                                           | Great War at Sea: Plan Orange                                                                        | Avalanche                                         |
| 1998      | Best Science Fiction or Fantasy Board Game                                           | Crimson Skies                                                                                        | FASA                                              |
| 1998      | Best Graphic Presentation of a Board Game                                            | Crimson Skies                                                                                        | FASA                                              |
| 1998      | Best Action Computer Game                                                            | Star Wars: Rogue Squadron                                                                            | Lucas Arts                                        |
| 1998      | Best Roleplaying Computer Game                                                       | Baldur's Gate                                                                                        | Interplay                                         |
| 1998      | Best Strategy Computer Game                                                          | StarCraft                                                                                            | Blizzard / Havas                                  |
| 1998      | Best Amateur Game Magazine                                                           | Mythic Perspectives: An Ars Magica Magazine                                                          | Gnawing Ideas                                     |
| 1998      | Best Professional Game Magazine                                                      | Knights of the Dinner Table                                                                          | Kenzer & Company                                  |
| 1998      | Best Trading Card Game                                                               | Deadlands CCG                                                                                        | Wizards of the Coast                              |
| 1998      | Best Traditional Card Game                                                           | Guillotine                                                                                           | Wizards of the Coast                              |
| 1998      | Best Card Game Expansion or Supplement                                               | Saga di Urza (per Magic: l'Adunanza)                                                                 | Wizards of the Coast                              |
| 1998      | Best Graphic Presentation of a Card Game                                             | Deadlands CCG                                                                                        | Wizards of the Coast                              |
| 1998      | Best Game-Related Novel                                                              | The Silent Blade                                                                                     | Wizards of the Coast                              |
| 1998      | Best Game-Related Short Work                                                         | Leftovers                                                                                            | Pinnacle Entertainment Group                      |
| 1998      | Best Roleplaying Adventure                                                           | Return to the Tomb of Horrors                                                                        | Wizards of the Coast                              |
| 1998      | Best Roleplaying Supplement                                                          | Greyhawk: The Adventure Begins                                                                       | Wizards of the Coast                              |
| 1998      | Best Roleplaying Game                                                                | Star Trek: The Next Generation RPG                                                                   | Last Unicorn Games                                |
| 1998      | Best Graphic Presentation of a Roleplaying Game, Adventure, or Supplement            | Dragonlance Bestiary                                                                                 | Wizards of the Coast                              |
| 1998      | Best Historical Figure Miniatures Series                                             | 25mm Darkest Africa                                                                                  | Guernsey Foundry                                  |
| 1998      | Best Science Fiction or Fantasy Figure Miniature                                     | Hangin's Judge                                                                                       | Pinnacle Entertainment Group                      |
| 1998      | Best Vehicular Miniature                                                             | Velocipede                                                                                           | Pinnacle Entertainment Group                      |
| 1998      | Best Historical Miniatures Rules                                                     | Medieval Warfare                                                                                     | Terry Gore                                        |
| 1998      | Best Science Fiction or Fantasy Miniatures Rules                                     | Battletech Master Rules                                                                              | FASA                                              |
| 1998      | Best New Play-by-Mail Game                                                           | Dungeon                                                                                              | Madhouse USA                                      |
| 1998      | Best Ongoing Play-by-Mail Game                                                       | Middle-earth PBM Fourth Age Circa 1000                                                               | Game Systems                                      |
| 1999      | Best Abstract Board Game                                                             | Button Men                                                                                           | Cheapass Games                                    |
| 1999      | Best Action Computer Game                                                            | MechWarrior 3                                                                                        | MicroProse                                        |
| 1999      | Best Amateur Game Magazine                                                           | Alarums & Excursions                                                                                 | Lee Gold                                          |
| 1999      | Best Card Game Expansion or Supplement                                               | 7th Sea: Strange Vistas                                                                              | Alderac Entertainment Group                       |
| 1999      | Best Game-Related Novel                                                              | Delta Green: The Rules of Engagement                                                                 | Pagan Publishing                                  |
| 1999      | Best Game-Related Short Work                                                         | Just a Tad Beyond Innsmouth                                                                          | Chaosium                                          |
| 1999      | Best Graphic Presentation of a Board Game                                            | Button Men                                                                                           | Cheapass Games                                    |
| 1999      | Best Graphic Presentation of a Card Game or Supplement                               | 7th Sea: No Quarter!                                                                                 | Alderac Entertainment Group                       |
| 1999      | Best Graphic Presentation of a Roleplaying Game, Adventure, or Supplement            | Dark*Matter                                                                                          | Wizards of the Coast                              |
| 1999      | Best Historical Board Game                                                           | Great War at Sea: 1904-1905, The Russo-Japanese Naval War                                            | Avalanche Press                                   |
| 1999      | Best Historical Figure Miniatures Series                                             | German Assault Squad                                                                                 | Easy Eight Enterprises                            |
| 1999      | Best Historical Miniatures Rules                                                     | Armies of Antiquity                                                                                  | Warhammer Historical Wargames                     |
| 1999      | Best Ongoing Play-by-Mail Game                                                       | Middle-earth PBM Fourth Age, circa 1000                                                              | Game Systems                                      |
| 1999      | Best Professional Game Magazine                                                      | Knights of the Dinner Table                                                                          | Kenzer & Company                                  |
| 1999      | Best Roleplaying Adventure                                                           | Beyond the Mountains of Madness                                                                      | Chaosium                                          |
| 1999      | Best Roleplaying Computer Game                                                       | Baldur's Gate: Tales of the Sword Coast                                                              | Interplay Entertainment                           |
| 1999      | Best Roleplaying Game                                                                | 7th Sea                                                                                              | Alderac Entertainment Group                       |
| 1999      | Best Roleplaying Supplement                                                          | Delta Green: Countdown                                                                               | Pagan Publishing                                  |
| 1999      | Best Science Fiction or Fantasy Board Game                                           | Orcs at the Gates                                                                                    | Jolly Roger Games                                 |
| 1999      | Best Science Fiction or Fantasy Figure Miniature                                     | Togashi Yokuni                                                                                       | Alderac Entertainment Group                       |
| 1999      | Best Science Fiction or Fantasy Miniatures Rules                                     | Diskwars                                                                                             | Fantasy Flight Games                              |
| 1999      | Best Strategy Computer Game                                                          | Sid Meier's Alpha Centauri                                                                           | Firaxis                                           |
| 1999      | Best Trading Card Game                                                               | 7th Sea: No Quarter!                                                                                 | Alderac Entertainment Group                       |
| 1999      | Best Traditional Card Game                                                           | Chez Geek                                                                                            | Steve Jackson Games                               |
| 1999      | Best Vehicular Miniature                                                             | Babylon 5 Station                                                                                    | Agents of Gaming                                  |
| 2000      | Best Historical Figure Series                                                        | Hammer’s Hellhounds (US Paratroopers)                                                                | Easy Eight Enterprises Hammer's                   |
| 2000      | Best Abstract Board Game                                                             | Icehouse: The Martian Chess Set                                                                      | Looney Labs                                       |
| 2000      | Best Amateur Game Periodical                                                         | Alarums & Excursions                                                                                 | Lee Gold                                          |
| 2000      | Best Card Game Expansion or Supplement                                               | BRAWL: Club Foglio                                                                                   | Cheapass Games                                    |
| 2000      | Best Game Aid or Accessory                                                           | The Munchkin's Guide To Powergaming                                                                  | Steve Jackson Games                               |
| 2000      | Best Game-Related Novel                                                              | Dragons of a Fallen Sun                                                                              | Wizards of the Coast                              |
| 2000      | Best Game-Related Short Work                                                         | Matt and Gilly's Big Date                                                                            | Dork Storm Press                                  |
| 2000      | Best Graphic Presentation of a Roleplaying Game, Adventure, or Supplement            | Manuale dei Mostri                                                                                   | Wizards of the Coast                              |
| 2000      | Best Graphic Presentation of a Board Game                                            | The Hills Rise Wild!                                                                                 | Pagan Publishing                                  |
| 2000      | Best Graphic Presentation of a Card Game                                             | BRAWL: Club Foglio                                                                                   | Cheapass Games                                    |
| 2000      | Best Historical Board Game                                                           | Axis & Allies: Europe                                                                                | Avalon Hill                                       |
| 2000      | Best Historical Figure Miniatures Series                                             | Hammer's Hellhounds (US Paratroopers)                                                                | Easy Eight Enterprises                            |
| 2000      | Best Historical Miniatures Rules                                                     | Fields of Honor                                                                                      | Pinnacle Entertainment Group                      |
| 2000      | Best Ongoing Play-by-Mail Game                                                       | Starweb                                                                                              | Flying Buffalo                                    |
| 2000      | Best Professional Game Periodical                                                    | Pyramid                                                                                              | Steve Jackson Games                               |
| 2000      | Best Roleplaying Adventure                                                           | Death in Freeport                                                                                    | Green Ronin Publishing                            |
| 2000      | Best Roleplaying Game                                                                | Dungeons & Dragons                                                                                   | Wizards of the Coast                              |
| 2000      | Best Roleplaying Supplement                                                          | GURPS Steampunk                                                                                      | Steve Jackson Games                               |
| 2000      | Best Science Fiction or Fantasy Board Game                                           | The Great Brain Robbery                                                                              | Cheapass Games                                    |
| 2000      | Best Science Fiction or Fantasy Figure Miniature                                     | Beholder                                                                                             | Wizards of the Coast                              |
| 2000      | Best Science Fiction or Fantasy Miniatures Rules                                     | Mage Knight: Rebellion                                                                               | WizKids                                           |
| 2000      | Best Trading Card Game                                                               | Sailor Moon Collectible Card Game                                                                    | Dart Flipcards                                    |
| 2000      | Best Traditional Card Game                                                           | Chrononauts                                                                                          | Looney Labs                                       |
| 2000      | Best Vehicular Miniature                                                             | Shadowsword Titan Hunter                                                                             | Forge World                                       |
| 2001      | Best Game Accessory                                                                  | D20 System Character Record Folio                                                                    | Green Ronin Publishing                            |
| 2001      | Best Amateur Game Periodical                                                         | Alarums & Excursions                                                                                 | Lee Gold                                          |
| 2001      | Best Professional Game Periodical                                                    | Dork Tower                                                                                           | Dork Storm Press                                  |
| 2001      | Best Play-By-Mail Game                                                               | Middle Earth FA 1000                                                                                 | Game Systems                                      |
| 2001      | Best Game-Related Novel                                                              | Clan War 7th Scroll: The Lion                                                                        | Wizards of the Coast                              |
| 2001      | Best Game-Related Short Work                                                         | Prometheus Unwound                                                                                   | Eden Studios                                      |
| 2001      | Best Historical Miniatures Rules                                                     | Fear God and Dread Nought                                                                            | Clash of Arms Games                               |
| 2001      | Best Science Fiction or Fantasy Miniatures Rules                                     | D&D Chainmail Miniatures                                                                             | Wizards of the Coast                              |
| 2001      | Best Historical Figure Miniature Series                                              | World of the Greeks                                                                                  | Wargames Foundry                                  |
| 2001      | Best Science Fiction or Fantasy Miniature                                            | Mage Knight Great Fire Dragon                                                                        | WizKids                                           |
| 2001      | Best Vehicular Miniature                                                             | Mage Knight Atlantis War Machine: The Fist of Fezk                                                   | WizKids                                           |
| 2001      | Best Abstract Board Game                                                             | Cosmic Coasters                                                                                      | Looney Labs                                       |
| 2001      | Best Historical Board Game                                                           | Axis & Allies: Pacific                                                                               | Avalon Hill                                       |
| 2001      | Best Science Fiction or Fantasy Board Game                                           | Risk 2210                                                                                            | Hasbro / Avalon Hill                              |
| 2001      | Best Card Game Expansion or Supplement                                               | Apples to Apples: Expansion Set 3                                                                    | Out of the Box Publishing                         |
| 2001      | Best Trading Card Game                                                               | The Lord of the Rings TCG                                                                            | Decipher                                          |
| 2001      | Best Traditional Card Game                                                           | Munchkin                                                                                             | Steve Jackson Games                               |
| 2001      | Best Graphic Presentation of a Board Game                                            | Zombi!!!                                                                                             | Journeyman Press                                  |
| 2001      | Best Graphic Presentation of a Card Game                                             | The Lord of the Rings TCG                                                                            | Decipher                                          |
| 2001      | Best Graphic Presentation of a Book Product                                          | Call of Cthulu 20th Anniversary Edition                                                              | Chaosium                                          |
| 2001      | Best Illustration                                                                    | Dork Shadows                                                                                         | Dork Storm Press                                  |
| 2001      | Best Role-Playing Game Adventure                                                     | Unseen Masters                                                                                       | Chaosium                                          |
| 2001      | Best Role-Playing Game Supplement                                                    | Forgotten Realms Ambientazione                                                                       | Wizards of the Coast                              |
| 2001      | Best Role-Playing Game                                                               | Adventure!                                                                                           | White Wolf                                        |
| 2001      | Game of the Year                                                                     | Hackmaster                                                                                           | Kenzer & Company                                  |
| 2002      | Best Game-Related Periodical                                                         | Dork Tower                                                                                           | Dork Storm Press                                  |
| 2002      | Best Abstract Board Game                                                             | Kingdoms                                                                                             | Fantasy Flight Games                              |
| 2002      | Best Historical Board Game                                                           | Sid Meier's Civilization: The Boardgame                                                              | Eagle Games                                       |
| 2002      | Best Science Fiction or Fantasy Board Game                                           | Marvel HeroClix: Infinity Challenge                                                                  | WizKids                                           |
| 2002      | Best Board Game Expansion or Supplement                                              | Marvel HeroClix: Clobberin' Time                                                                     | WizKids                                           |
| 2002      | Best Card Game Expansion or Supplement                                               | Munchkin 2: Unnatural Axe                                                                            | Steve Jackson Games                               |
| 2002      | Best Trading Card Game                                                               | Il Trono di Spade: Westeros Edition                                                                  | Fantasy Flight Games                              |
| 2002      | Best Traditional Card Game                                                           | Star Munchkin                                                                                        | Steve Jackson Games                               |
| 2002      | Best Game Aid or Accessory                                                           | Gamemastering Secrets                                                                                | Grey Ghost Press                                  |
| 2002      | Best Game-Related Fiction, Graphic Form                                              | Understanding Gamers                                                                                 | Dork Storm Press                                  |
| 2002      | Best Game-Related Fiction, Long Form                                                 | Ghost War                                                                                            | ROC                                               |
| 2002      | Best Game-Related Fiction, Short Form                                                | Enemy Healer                                                                                         | WizKids                                           |
| 2002      | Best Graphic Presentation Of A Board Game Product                                    | Mage Knight Dungeons                                                                                 | WizKids                                           |
| 2002      | Best Graphic Presentation Of A Book Format Product                                   | Nobilis, 2nd Edition                                                                                 | Hogshead Publishing                               |
| 2002      | Best Graphic Presentation Of A Card Game Product                                     | Chez Greek                                                                                           | Steve Jackson Games                               |
| 2002      | Best Illustration                                                                    | Mechwarrior: Dark Age Starter Boxes                                                                  | WizKids                                           |
| 2002      | Best Historical Miniature                                                            | Boeing B-52 Stratofortress 1:1250 Scale                                                              | Noble Miniatures                                  |
| 2002      | Best Historical Miniatures Series                                                    | Crusader Range                                                                                       | Griffin Miniatures                                |
| 2002      | Best Historical Miniatures Rules                                                     | Kampfgruppe Commander                                                                                | Sovereign Press                                   |
| 2002      | Best Science Fiction or Fantasy Miniature                                            | Marvel HeroClix Sentinel                                                                             | WizKids                                           |
| 2002      | Best Science Fiction or Fantasy Miniatures Series                                    | Mechwarrior: Dark Age                                                                                | WizKids                                           |
| 2002      | Best Science Fiction or Fantasy Miniatures Rules                                     | The Lord of the Rings: The Two Towers                                                                | Games Workshop                                    |
| 2002      | Best Play-By-Mail Game                                                               | Button Men Web Game                                                                                  | Cheapass Games                                    |
| 2002      | Best Role-Playing Game Adventure                                                     | City of the Spider Queen                                                                             | Wizards of the Coast                              |
| 2002      | Best Role-Playing Game Supplement                                                    | Celtic Age                                                                                           | Avalanche Press                                   |
| 2002      | Best Role-Playing Game                                                               | The Lord of the Rings Role-Playing Game                                                              | Decipher                                          |
| 2002      | Game of the Year                                                                     | Mechwarrior: Dark Age                                                                                | WizKids                                           |
| 2003      | Game of the Year                                                                     | Indy HeroClix                                                                                        | WizKids                                           |
| 2003      | Best Abstract Board Game                                                             | Zendo                                                                                                | Looney Labs                                       |
| 2003      | Best Board Game Expansion                                                            | Zombies 3: Mallwalkers                                                                               | Twilight Creations                                |
| 2003      | Best Card Game Expansion                                                             | Game of Thrones: Ice & Fire Expansion                                                                | Fantasy Flight Games                              |
| 2003      | Fantasy Miniatures Rules                                                             | Warmachine                                                                                           | Privateer Press                                   |
| 2003      | Fantasy Miniatures Series                                                            | Warmachine                                                                                           | Privateer Press                                   |
| 2003      | Long Fiction                                                                         | Book of Final Flesh                                                                                  | Eden Studios                                      |
| 2003      | Short Fiction                                                                        | Podo and the Magic Shield                                                                            | WizKids                                           |
| 2003      | Graphic Fiction                                                                      | Everybody Loves Gilly                                                                                | Dork Storm Press                                  |
| 2003      | Periodical                                                                           | Dragon                                                                                               | Paizo Publishing                                  |
| 2003      | Book Design                                                                          | Redhurst Academy of Magic                                                                            | Human Head                                        |
| 2003      | Card Design                                                                          | Bang!                                                                                                | Mayfair Games                                     |
| 2003      | Board Game Design                                                                    | Il Trono di Spade                                                                                    | Fantasy Flight Games                              |
| 2003      | Historical Board Game                                                                | Attack!                                                                                              | Eagle Games                                       |
| 2003      | Historical Miniatures Rules                                                          | El Cid                                                                                               | Warhammer Historical                              |
| 2003      | Historical Miniatures Series                                                         | 28mm Ancient Celts                                                                                   | Renegade Miniatures                               |
| 2003      | Miniatures Accessories or Terrain                                                    | Aurora Class Drop Ship                                                                               | WizKids                                           |
| 2003      | Play By Mail                                                                         | Starweb                                                                                              | Flying Buffalo                                    |
| 2003      | Role-Playing Game Adventure                                                          | Black Sails Over Freeport                                                                            | Flying Buffalo                                    |
| 2003      | Role-Playing Game                                                                    | Angel                                                                                                | Eden Studios                                      |
| 2003      | Role-Playing Game Supplement                                                         | Redhurst Academy of Magic                                                                            | Human Head                                        |
| 2003      | Science Fiction Miniatures Rules                                                     | Shadowrun Duels                                                                                      | WizKids                                           |
| 2003      | Science Fiction Miniatures Series                                                    | Mechwarrior Liao Incursion                                                                           | WizKids                                           |
| 2003      | Tradeable Card Game                                                                  | .hack//enemy                                                                                         | Decipher                                          |
| 2003      | Traditional Board Game                                                               | Il Trono di Spade                                                                                    | Fantasy Flight Games                              |
| 2003      | Traditional Card Game                                                                | Bang!                                                                                                | Mayfair Games                                     |
| 2004      | Best Play-By-Mail Game                                                               | Fall of Rome                                                                                         | Enlightened Age Entertainment                     |
| 2004      | Best Historical Board Game                                                           | Sword of Rome                                                                                        | GMT Games                                         |
| 2004      | Best Historical Miniatures Line                                                      | WWI: Western Front 28 mm                                                                             | Brigade Games                                     |
| 2004      | Best Historical Miniatures Game                                                      | Dawn of the Rising Sun: The Russo Japanese War 1904-1905                                             | Clash of Arms Games                               |
| 2004      | Best Board Game                                                                      | Ticket to Ride                                                                                       | Days of Wonder                                    |
| 2004      | Best Miniatures Game                                                                 | Attack Vector: Tactical                                                                              | Ad Astra Games                                    |
| 2004      | Best Miniature Line                                                                  | Elmore Dragons                                                                                       | Dark Sword Miniatures                             |
| 2004      | Best Collectible Card Game                                                           | Seven Masters Vs. The Underworld                                                                     | Z-Man Games                                       |
| 2004      | Best Traditional Card Game                                                           | Cthulhu 500                                                                                          | Atlas Games                                       |
| 2004      | Best Role Playing Game                                                               | Ars Magica: 5th Edition                                                                              | Atlas Games                                       |
| 2004      | Best Role Playing Game Supplement                                                    | Eberron Campaign Setting                                                                             | Wizards of the Coast                              |
| 2004      | Best Fiction Publication                                                             | Path of the Bold                                                                                     | Guardians of Order                                |
| 2004      | Best Non Fiction Publication                                                         | Pyramid                                                                                              | Steve Jackson Games                               |
| 2004      | Best Game Accessory                                                                  | Cardboard Heroes Castles                                                                             | Steve Jackson Games                               |
| 2005      | Game of the Year                                                                     | Warmachine: Apotheosis                                                                               | Privateer Press                                   |
| 2005      | Board Game of the Year                                                               | Parthenon: Rise of the Aegean                                                                        | Siren Bridge Publishing                           |
| 2005      | Collectable Card Game or Expansion of the Year                                       | Ravnica: Città delle Gilde (per Magic: l'Adunanza)                                                   | Wizards of the Coast                              |
| 2005      | Traditional Card Game of the Year                                                    | Gloom                                                                                                | Atlas Games                                       |
| 2005      | Role-Playing Game of the Year                                                        | Artesia                                                                                              | Archaia Studios Press                             |
| 2005      | Role-Playing Game Supplement of the Year                                             | GURPS Infinite Worlds 4th Edition                                                                    | Steve Jackson Games                               |
| 2005      | Miniatures Game or Expansion of the Year                                             | ATZ - All Things Zombie                                                                              | Two Hour Wargames                                 |
| 2005      | Miniatures of the Year                                                               | Wargods of Aegyptus                                                                                  | Crocodile Games                                   |
| 2005      | Historical Board Game of the Year                                                    | Lock 'N Load: Band of Heroes                                                                         | Matrix Games                                      |
| 2005      | Historical Miniature Game or Expansion of the Year                                   | Gutshot                                                                                              | Hawgleg Publishing                                |
| 2005      | Historical Miniatures of the Year                                                    | 10mm WWII Personality Set                                                                            | Game Figures                                      |
| 2005      | Nonfiction Publication of the Year                                                   | Historical Miniature Gamer Magazine                                                                  | Legio X                                           |
| 2005      | Game Accessory of the Year                                                           | The 13th Hour - Roleplaying Soundtrack                                                               | Midnight Syndicate Soundtracks                    |
| 2006      | Play By Mail Game of the Year                                                        | Starweb                                                                                              | Flying Buffalo                                    |
| 2006      | Board Game or Expansion of the Year                                                  | Treehouse                                                                                            | Looney Labs                                       |
| 2006      | Miniatures Game or Expansion of the Year                                             | Hordes: Monstrous Miniatures Combat                                                                  | Privateer Press                                   |
| 2006      | Miniature or Miniatures Line of the Year                                             | Colossal Red Dragon                                                                                  | Wizards of the Coast                              |
| 2006      | Non-Collectable Card Game or Expansion of the Year                                   | Munchkin Impossible                                                                                  | Steve Jackson Games                               |
| 2006      | CCG or Expansion of the Year                                                         | Pirates: Davy Jones' Curse                                                                           | WizKids                                           |
| 2006      | Game Accessory of the Year                                                           | Settlers of Catan Event Deck                                                                         | Mayfair Games                                     |
| 2006      | Fiction Publication of the Year                                                      | Dungeon                                                                                              | Paizo Publishing                                  |
| 2006      | Non-Fiction Publication of the Year                                                  | Dragon                                                                                               | Paizo Publishing                                  |
| 2006      | Roleplaying Game of the Year                                                         | Burning Empires                                                                                      | Burning Wheel                                     |
| 2006      | Roleplaying Game Supplement of the Year                                              | Deadlands Reloaded                                                                                   | Pinnacle Entertainment Group                      |
| 2006      | Historical Miniature Game of the Year                                                | Vlad the Impaler                                                                                     | Warhammer Historical                              |
| 2006      | Historical Miniatures Line of the Year                                               | 40mm American Civil Warline                                                                          | Sash and Saber                                    |
| 2006      | Historical Board Game of the Year                                                    | Commands & Colors: Ancients                                                                          | GMT Games                                         |
| 2007      | Miniatures Rules of the Year                                                         | Classic Battletech                                                                                   | Catalyst Game Labs                                |
| 2007      | Miniature or Miniatures Line of the Year                                             | Titania's Fury                                                                                       | Dragonfire Laser Crafts                           |
| 2007      | Collectible Card Game of the Year                                                    | Legend of the Five Rings                                                                             | Alderac Entertainment Group                       |
| 2007      | Historical Miniature Game of the Year                                                | Check Your 6!                                                                                        | Skirmish Campaigns                                |
| 2007      | Historical Miniatures Line of the Year                                               | Romano-British 15mm                                                                                  | Splintered Light Miniatures                       |
| 2007      | Historical Board Game of the Year                                                    | Age of Empires III: The Age of Discovery                                                             | Tropical Games                                    |
| 2007      | Non-Fiction Publication of the Year                                                  | Hobby Games: The 100 Best                                                                            | Green Ronin Publishing                            |
| 2007      | Fiction Publication of the Year                                                      | Astounding Hero Tales                                                                                | Hero Games                                        |
| 2007      | Game Accessory of the Year                                                           | Call of Cthulhu Dice Set                                                                             | Q-Workshop                                        |
| 2007      | Roleplaying Game Supplement of the Year                                              | Codex Arcanis                                                                                        | Paradigm Concepts                                 |
| 2007      | Roleplaying Game of the Year                                                         | Aces & Eights: Shattered Frontier                                                                    | Kenzer & Company                                  |
| 2007      | Traditional Card Game of the Year                                                    | Zombie Fluxx                                                                                         | Looney Labs                                       |
| 2007      | Board Game or Expansion of the Year                                                  | StarCraft: The Board Game                                                                            | Fantasy Flight Games                              |
| 2008      | Best Historical Miniature Figure or Line                                             | SS-Panzerdivision 'Das Reich' Panzerkompanie                                                         | Battlefront Games                                 |
| 2008      | Best Historical Miniature Game Rules Supplement                                      | Rise of Rome (per Field of Glory)                                                                    | Osprey Publishing                                 |
| 2008      | Best Collectible Card Game Rules or Expansion                                        | Frammenti di Alara (per Magic: l'Adunanza)                                                           | Wizards of the Coast                              |
| 2008      | Best Historical Miniatures Rules (ex aequo)                                          | Field of Glory                                                                                       | Osprey Publishing                                 |
| 2008      | Best Historical Miniatures Rules (ex aequo)                                          | Songs of Drums and Shakos                                                                            | Ganesha Games                                     |
| 2008      | Best Historical Board Game                                                           | Conflict of Heroes: Awakening the Bear                                                               | Academy Games                                     |
| 2008      | Best Game-Related Book Non-Fiction                                                   | Tour de Lovecraft: The Tale                                                                          | Atomic Overmind Press                             |
| 2008      | Best Game-Related Book Fiction                                                       | Worlds of Dungeons & Dragons Volume 2                                                                | Devil's Due                                       |
| 2008      | Best Game Accessory                                                                  | D-Total                                                                                              | Gamescience                                       |
| 2008      | Best Miniature Figure or Line                                                        | Star Wars Miniatures: The Clone Wars                                                                 | Wizards of the Coast                              |
| 2008      | Best Miniature Game Rules                                                            | Classic Battletech: Tactical Operations                                                              | Catalyst Game Labs                                |
| 2008      | Best Role Playing Game Supplement                                                    | Serenity Adventures                                                                                  | Margaret Weis Productions                         |
| 2008      | Best Role Playing Game                                                               | Mouseguard                                                                                           | Archaia Studios Press                             |
| 2008      | Best Children's, Family or Party Game                                                | Say Anything                                                                                         | North Star Games                                  |
| 2008      | Best Traditional Card Game                                                           | Dominion                                                                                             | Rio Grande Games                                  |
| 2008      | Best Board Game                                                                      | Pandemia                                                                                             | Z-Man Games                                       |
| 2008      | Best Play By Mail Game                                                               | Hyborian War                                                                                         | Reality Simulations                               |
| 2009      | Best Historical Miniature Figure or Line                                             | Wings of War: Albatross D. III                                                                       | Nexus Editrice                                    |
| 2009      | Best Historical Miniature Game Rules Supplement                                      | Flames of War: North Africa                                                                          | Battlefront Miniatures                            |
| 2009      | Best Historical Miniature Game Rules                                                 | Wings of War: WWII, Deluxe Edition                                                                   | Nexus Editrice                                    |
| 2009      | Best Historical Board Game                                                           | Conflict of Heroes: Storms of Steel!                                                                 | Academy Games                                     |
| 2009      | Best Game-Related Book                                                               | BattleTech: 25 Years of Art & Fiction                                                                | Catalyst Game Labs                                |
| 2009      | Best Game Accessory                                                                  | Knights of the Dinner Table                                                                          | Kenzer & Company                                  |
| 2009      | Best Miniature Figure or Line                                                        | Marvel HeroClix Hammer of Thor Expansion                                                             | WizKids                                           |
| 2009      | Best Miniature Game Rules                                                            | BattleTech: Strategic Operations                                                                     | Catalyst Game Labs                                |
| 2009      | Best Role Playing Game Supplement                                                    | Big Damn Heroes Handbook                                                                             | Margaret Weis Productions                         |
| 2009      | Best Role Playing Game                                                               | Eclipse Phase                                                                                        | Catalyst Game Labs                                |
| 2009      | Best Children's, Family or Party Game                                                | Are You The Traitor?                                                                                 | Looney Labs                                       |
| 2009      | Best Traditional Card Game                                                           | Poo                                                                                                  | Catalyst Game Labs                                |
| 2009      | Best Board Game                                                                      | Space Hulk                                                                                           | Games Workshop                                    |
| 2010      | Best Roleplaying Game                                                                | The Dresden Files RPG: Your Story                                                                    | Evil Hat Productions                              |
| 2010      | Best Roleplaying Supplement                                                          | Our World (per The Dresden Files RPG)                                                                | Evil Hat Productions                              |
| 2010      | Best Board Game                                                                      | Castle Ravenloft                                                                                     | Wizards of the Coast                              |
| 2010      | Best Traditional Card Game                                                           | Back to the Future: The Card Game                                                                    | Looney Labs                                       |
| 2010      | Best Family, Party or Children's Game                                                | Zombie Dice                                                                                          | Steve Jackson Games                               |
| 2010      | Best Gaming Accessory                                                                | Cthulhu Dice Bag                                                                                     | Steve Jackson Games                               |
| 2010      | Best Miniatures Rules                                                                | DC HeroClix Blackest Night Starter Game                                                              | WizKids                                           |
| 2010      | Best Historical Board Game                                                           | Catan Histories - I coloni d'America                                                                 | Mayfair Games                                     |
| 2010      | Best Game-Related Publication                                                        | Shadowrun: Spells and Chrome                                                                         | Catalyst Game Labs                                |
| 2010      | Best Play-by-Mail/Play-by-Email                                                      | The One Ring (per Legends)                                                                           | Harlequin Games                                   |
| 2011      | Best Roleplaying Game                                                                | Arcanis                                                                                              | Paradigm Concepts                                 |
| 2011      | Best Roleplaying Supplement or Adventure                                             | Shadows over Scotland (per Il richiamo di Cthulhu)                                                   | Cubicle 7                                         |
| 2011      | Best Board Game                                                                      | Conquest of Nerath                                                                                   | Wizards of the Coast                              |
| 2011      | Best Traditional Card Game                                                           | NUTS!                                                                                                | Wildfire                                          |
| 2011      | Best Family, Party or Children's Game                                                | Get Bit!                                                                                             | Mayday Games                                      |
| 2011      | Best Miniatures Figure or Line                                                       | Storm Strider                                                                                        | Privateer Press                                   |
| 2011      | Best Miniatures Rules or Expansion                                                   | Battletech: The Wars of Reaving                                                                      | Catalyst Game Labs                                |
| 2011      | Best Collectible Card Game or Expansion                                              | Innistrad (per Magic: l'Adunanza)                                                                    | Wizards of the Coast                              |
| 2011      | Best Game Accessory                                                                  | Shadowrun Runner's Toolkit                                                                           | Catalyst Game Labs                                |
| 2011      | Best Game-Related Publication                                                        | The Kobold Guide to Board Game Design                                                                | Open Design                                       |
| 2011      | Best Historical Board Game                                                           | Strike of the Eagle                                                                                  | Academy Games                                     |
| 2011      | Best Historical Miniatures Rules or Expansion                                        | Flames of War: Cassino                                                                               | Battlefront Miniatures                            |
| 2011      | Best Historical Miniatures Figure or Line                                            | Bolt Action WW2                                                                                      | Warlord Games                                     |
| 2011      | Best Play by Mail or Correspondance Game                                             | Heroic Fantasy                                                                                       | Flying Buffalo                                    |
| 2012      | Best Board Game                                                                      | Lords of Waterdeep                                                                                   | Wizards of the Coast                              |
| 2012      | Best Family, Party or Children's Game                                                | Quarriors! Dice Building Game                                                                        | WizKids                                           |
| 2012      | Best Card Game                                                                       | Doctor Who: The Card Game                                                                            | Cubicle 7                                         |
| 2012      | Best Collectible Game                                                                | Legend of the Five Rings: Embers of War                                                              | Alderac Entertainment Group                       |
| 2012      | Best Role-Playing Game                                                               | Marvel Heroic Roleplaying Basic Games                                                                | Margaret Weis Productions                         |
| 2012      | Best Role-Playing Game Supplement                                                    | Marvel Heroic Roleplaying Civil War Essentials Edition Event Book                                    | Margaret Weis Productions                         |
| 2012      | Best Miniatures Figure/Line                                                          | Marvel HeroClix: Galactic Guardians                                                                  | WizKids                                           |
| 2012      | Best Miniatures Rules                                                                | The Hobbit: An Unexpected Journey Campaign Starter Set                                               | WizKids                                           |
| 2012      | Best Historical Board Game                                                           | Samurai Battles                                                                                      | Zvezda                                            |
| 2012      | Best Historical Miniatures Figure/Line                                               | Ancient Greeks                                                                                       | Victrix                                           |
| 2012      | Best Historical Miniature Rules                                                      | Flames of War: Open Fire!                                                                            | Battlefront Miniatures                            |
| 2012      | Best Historical Miniatures Rules Supplement                                          | Flames of War: Nuts                                                                                  | Battlefront Miniatures                            |
| 2012      | Best Game Accessory                                                                  | Metal Steampunk Dice Set                                                                             | Q-Workshop                                        |
| 2012      | Best Game-Related Publication                                                        | Battletech: Weapons Free                                                                             | Catalyst Game Labs                                |
| 2013      | Best Board Game                                                                      | Trains                                                                                               | Alderac Entertainment Group                       |
| 2013      | Best Family, Party or Children's Game                                                | Three Little Pigs                                                                                    | Iello                                             |
| 2013      | Best Card Game                                                                       | Love Letter                                                                                          | Alderac Entertainment Group                       |
| 2013      | Best Collectible Game                                                                | Pokémon Black & White - Legendary Treasures                                                          | The Pokémon Company                               |
| 2013      | Best Role-Playing Game                                                               | Numenera                                                                                             | Monte Cook Games                                  |
| 2013      | Best Role-Playing Game Supplement                                                    | Night's Watch                                                                                        | Green Ronin Publishing                            |
| 2013      | Best Miniatures Figure/Line                                                          | Malifaux: The Guild's Judgement                                                                      | Wyrd Miniatures                                   |
| 2013      | Best Miniatures Rules                                                                | Marvel HeroClix: Avengers Vs. X-Men Starters                                                         | WizKids                                           |
| 2013      | Best Historical Board Game                                                           | 1775 Rebellion: The American Revolution                                                              | Academy Games                                     |
| 2013      | Best Historical Miniatures Figure/Line                                               | Fate of a Nation: Arab Israeli Wars                                                                  | Battlefront Miniatures                            |
| 2013      | Best Historical Miniature Rules                                                      | Fields of Fire 2nd Edition                                                                           | Proving Ground Games                              |
| 2013      | Best Game-Related Publication                                                        | TableTop                                                                                             | Geek & Sundry                                     |
| 2014      | Best Board Game                                                                      | Sheriff of Nottingham                                                                                | Arcane Wonders                                    |
| 2014      | Best Card Game                                                                       | Splendor                                                                                             | Space Cowboys                                     |
| 2014      | Best Children's, Family, & Party Game                                                | The Hare and the Tortoise                                                                            | Iello                                             |
| 2014      | Best Collectible Game                                                                | I Khan di Tarkir (per Magic: l'Adunanza)                                                             | Wizards of the Coast                              |
| 2014      | Best Role-Playing Game                                                               | Manuale del Giocatore                                                                                | Wizards of the Coast                              |
| 2014      | Best Role-Playing Game Supplement                                                    | Manuale dei Mostri                                                                                   | Wizards of the Coast                              |
| 2014      | Best Historical Board Game                                                           | Heroes of Normandie                                                                                  | Iello                                             |
| 2014      | Best Historical Miniature Figure/Line                                                | Sails of Glory Series 2                                                                              | Ares Games                                        |
| 2014      | Best Historical Miniature Rules                                                      | Sails of Glory                                                                                       | Ares Games                                        |
| 2014      | Best Historical Miniature Rules Supplement                                           | Bolt Action: Battleground Europe                                                                     | Osprey Publishing                                 |
| 2014      | Best Miniature Figure/Line                                                           | Dungeons & Dragons: Attack Wing                                                                      | WizKids                                           |
| 2014      | Best Miniature Figure Rules                                                          | Golem Arcana                                                                                         | Harebrained Schemes                               |
| 2014      | Best Game Accessory                                                                  | Wings of Glory Mat                                                                                   | Ares Games                                        |
| 2015      | Game of the Year                                                                     | Nome in codice                                                                                       | Czech Games Edition                               |
| 2015      | Best Board Game                                                                      | Star Wars: Imperial Assault                                                                          | Fantasy Flight Games                              |
| 2015      | Best Card Game                                                                       | 7 Wonders Duel                                                                                       | Repos Productions                                 |
| 2015      | Best Family Game                                                                     | Nome in codice                                                                                       | Czech Games Edition                               |
| 2015      | Best Miniatures Game                                                                 | Star Wars: Armada                                                                                    | Fantasy Flight Games                              |
| 2015      | Best Collectible Game                                                                | DC Comics Dice Masters: War of Light                                                                 | WizKids                                           |
| 2015      | Best Role-Playing Game                                                               | Star Wars: Force and Destiny                                                                         | Fantasy Flight Games                              |
| 2015      | Best Game Accessory                                                                  | Terrain Tiles                                                                                        | Lost Battalion Games                              |
| 2016      | Game of the Year                                                                     | Scythe                                                                                               | Stonemaier Games                                  |
| 2016      | Best Board Game                                                                      | Scythe                                                                                               | Stonemaier Games                                  |
| 2016      | Best Card Game                                                                       | Mystic Vale                                                                                          | Alderac Entertainment Group                       |
| 2016      | Best Family Game                                                                     | Happy Salmon                                                                                         | North Star Games                                  |
| 2016      | Best Miniatures Game                                                                 | Warhammer 40.000 Kill Team                                                                           | Games Workshop                                    |
| 2016      | Best Collectible Game                                                                | Pokémon XY - Steam Siege                                                                             | The Pokémon Company                               |
| 2016      | Best Role-Playing Game                                                               | No Thank You, Evil!                                                                                  | Monte Cook Games                                  |
| 2016      | Best Game Accessory                                                                  | Blood Rage Organizer                                                                                 | The Broken Token                                  |
| 2017      | Game of the Year                                                                     | Gloomhaven                                                                                           | Cephalofair                                       |
| 2017      | Best Board Game                                                                      | Gloomhaven                                                                                           | Cephalofair                                       |
| 2017      | Best Card Game                                                                       | Ex Libris                                                                                            | Renegade Game Studios                             |
| 2017      | Best Family Game                                                                     | Azul                                                                                                 | Plan B Games                                      |
| 2017      | Best Miniatures Game                                                                 | Warhammer 40.000 8th Edition                                                                         | Games Workshop                                    |
| 2017      | Best Collectible Game                                                                | Star Wars Destiny: Awakenings Booster Pack                                                           | Fantasy Flight Games                              |
| 2017      | Best Role-Playing Game                                                               | Adventures in Middle-earth                                                                           | Cubicle 7                                         |
| 2017      | Best Role-Playing Game Supplement                                                    | Dungeons & Dragons: Xanathar's Guide to Everything                                                   | Wizards of the Coast                              |
| 2017      | Best Game Accessory                                                                  | Terraforming Mars Organizer                                                                          | The Broken Token                                  |
| 2019      | Game of the Year                                                                     | Root                                                                                                 | Leder Games                                       |
| 2019      | Best Board Game                                                                      | Root                                                                                                 | Leder Games                                       |
| 2019      | Best Card Game                                                                       | The Mind                                                                                             | Pandasaurus Games                                 |
| 2019      | Best Family Game                                                                     | The Tea Dragon Society Card Game                                                                     | Renegade Game Studios                             |
| 2019      | Best Collectible Game                                                                | KeyForge                                                                                             | Fantasy Flight Games                              |
| 2019      | Best Role-Playing Game                                                               | Vampiri: la masquerade quinta edizione                                                               | Modiphius Entertainment                           |
| 2019      | Best Role-Playing Game Supplement                                                    | Dungeons & Dragons: Mordenkainen's Tome of Foes                                                      | Wizards of the Coast                              |
| 2019      | Best Miniature Game (ex aequo)                                                       | Necromunda                                                                                           | Games Workshop                                    |
| 2019      | Best Miniature Game (ex aequo)                                                       | Star Wars Legion                                                                                     | Fantasy Flight Games                              |
| 2019      | Best Game Accessory                                                                  | Dungeons & Dragons: Black Dragon Trophy Plaque                                                       | WizKids                                           |
| 2020      | Game of the Year                                                                     | Tiny Towns                                                                                           | Alderac Entertainment Group                       |
| 2020      | Best Board Game                                                                      | Tiny Towns                                                                                           | Alderac Entertainment Group                       |
| 2020      | Best Card Game                                                                       | Point Salad                                                                                          | Alderac Entertainment Group                       |
| 2020      | Best Family Game                                                                     | The Quacks of Quedlinburg                                                                            | North Star Games                                  |
| 2020      | Best Digital Adaptation                                                              | Tsuro VR                                                                                             | Calliope Games / Thunderbox Entertainment Digital |
| 2020      | Best Collectible Game                                                                | Marvel HeroClix: Avengers Black Panther and the Illuminati Booster Brick                             | WizKids                                           |
| 2020      | Best Role-Playing Game                                                               | Teens in Space                                                                                       | Renegade Game Studios                             |
| 2020      | Best Game Accessory                                                                  | Citadel Contrast Paint                                                                               | Games Workshop                                    |
| 2020      | Best Miniatures Game                                                                 | Warcry                                                                                               | Games Workshop                                    |
| 2020      | Best Historical Miniatures Game                                                      | Bolt Action: Campaign D-Day Operation Overlord                                                       | Osprey Games / Warlord Games                      |
| 2020      | Best Historical Game                                                                 | Pandemic - La caduta di Roma                                                                         | Z-Man Games                                       |
| 2021-2022 | Non assegnati a causa della pandemia di COVID-19                                     | Non assegnati a causa della pandemia di COVID-19                                                     | Non assegnati a causa della pandemia di COVID-19  |
| 2023      | Retailer Game of the Year                                                            | Boop                                                                                                 | Smirk & Laughter Games                            |
| 2023      | Board Games - Social/Light Strategy                                                  | Creature Comforts                                                                                    | Kids Table Board Gaming                           |
| 2023      | Board Games - Strategy                                                               | Planet Unknown                                                                                       | Adam's Apple Games                                |
| 2023      | Board Games - Thematic                                                               | Dead Reckoning                                                                                       | Alderac Entertainment Group                       |
| 2023      | Card Games                                                                           | Scout                                                                                                | Oink Games                                        |
| 2023      | Children's Game                                                                      | Honk!                                                                                                | Sinister Fish Games                               |
| 2023      | Collectables                                                                         | Magic: the Gathering Universes Beyond Warhammer 40K Commanders Deck                                  | Wizards of the Coast                              |
| 2023      | Miniatures Game                                                                      | Lion Rampant: Second Edition                                                                         | Osprey Games                                      |
| 2023      | RPG Core                                                                             | Coyote & Crow                                                                                        | Coyote & Crow                                     |
| 2023      | RPG Supplements                                                                      | Agents of Dune                                                                                       | Modiphius                                         |
| 2023      | Accessory                                                                            | Deluxe Board Game Train Sets                                                                         | Little Plastic Train                              |
| 2023      | 2D Art & Illustration                                                                | Cowboys With Big Hearts                                                                              | Bully Pulpit Games                                |
| 2023      | 3D Art                                                                               | Fallout: Wasteland Warfare - Super Mutants: Swan                                                     | Modiphius                                         |
| 2023      | Graphic Design                                                                       | Pathfinder Savage Worlds Boxed Set                                                                   | Pinnacle Entertainment Group                      |
| 2023      | Reviews                                                                              | Mind MGMT Review                                                                                     | Board Game Quest                                  |
| 2024      | Best Cooperative Board Game                                                          | Sky Team                                                                                             | Scorpion Masqué                                   |
| 2024      | Best Gateway Board Game                                                              | Wandering Towers                                                                                     | Capstone Games                                    |
| 2024      | Best Light Strategy Game                                                             | Leaf                                                                                                 | Weird City Games                                  |
| 2024      | Best Thematic Board Game                                                             | Freelancers: A Crossroads Game                                                                       | Plaid Hat Games                                   |
| 2024      | Best Heavy Strategy Game                                                             | Dune: Imperium - Uprising                                                                            | Dire Wolf                                         |
| 2024      | Best Party/Social Board Game                                                         | Smug Owls                                                                                            | Runaway Parade Games                              |
| 2024      | Best Solo Board Game                                                                 | Legacy of Yu                                                                                         | Renegade Game Studios                             |
| 2024      | Best Children's & Family Board Game                                                  | Diced Veggies                                                                                        | KTBG                                              |
| 2024      | Best Fixed Constructible Game                                                        | Magic: The Gathering Universes Beyond - The Lord of the Rings: Tales of Middle-earth Commander Decks | Wizards of the Coast                              |
| 2024      | Best Randomized Constructible Game                                                   | Magic: The Gathering Universes Beyond The Lord of the Rings: Tales of Middle-earth Collector Booster | Wizards of the Coast                              |
| 2024      | Best Miniatures Game Product                                                         | Star Wars: Shatterpoint                                                                              | Atomic Mass Games                                 |
| 2024      | Best Puzzle Game                                                                     | Threads of Fate                                                                                      | Post Curious                                      |
| 2024      | Best Role-playing Game Adventure                                                     | Heckna! Deluxe Box Set                                                                               | Hit Point Press                                   |
| 2024      | Best Role-playing Game Core Product                                                  | Die: The Roleplaying Game                                                                            | Rowan, Rook and Decard                            |
| 2024      | Best Role-playing Game Starter Product                                               | Dreams and Machines: Starter Set                                                                     | Modiphius Entertainment                           |
| 2024      | Best Role-playing Game Supplement                                                    | Dune: Power and Pawns                                                                                | Modiphius Entertainment                           |
| 2024      | Best Dice/Dice Related Accessory                                                     | Glyphic Blind Dice Bags Series 3.5                                                                   | Level Up Dice                                     |
| 2024      | Best Game Accessory                                                                  | D&D Icons of the Realms: Adventure in a Box - Mind Flayer Voyage                                     | WizKids                                           |
| 2024      | Best 2D Artwork                                                                      | Empire's End                                                                                         | Brotherwise Games                                 |
| 2024      | Best 3D Component                                                                    | Threads of Fate - Puzzle Box                                                                         | Post Curious                                      |
| 2024      | Best Game Related Writing                                                            | Shadow in the Night Part 2, Cozy Companion Magazine                                                  | Snowbright Studio                                 |
| 2024      | Best Media Production                                                                | Making Board Games - The CGE Documentary                                                             | Eleni Papadopoulou                                |